# Ildikó Schwarczenberger
Dans le nom hongrois Schwarczenberger Ildikó, le nom de famille précède le prénom, mais cet article utilise l’ordre habituel en français Ildikó Schwarczenberger, où le prénom précède le nom.
Pour les articles homonymes, voir Ildikó.
Ildikó Tordasi, née Schwarczenberger le 9 septembre 1951 à Budapest et morte le 13 juillet 2015, est une escrimeuse hongroise pratiquant le fleuret.
Elle a été quatre fois médaillée aux Jeux olympiques.

## Palmarès
- Jeux olympiques
  -  Médaille d'or en individuel aux Jeux olympiques de 1976 à Montréal
  -  Médaille d'argent par équipes aux Jeux olympiques de 1972 à Munich
  -  Médaille de bronze par équipes aux Jeux olympiques de 1976 à Montréal
  -  Médaille de bronze par équipes aux Jeux olympiques de 1980 à Moscou